# 29470 Higgs
29470 Higgs è un asteroide della fascia principale. Scoperto nel 1997, presenta un'orbita caratterizzata da un semiasse maggiore pari a 2,5915389 UA e da un'eccentricità di 0,1409022, inclinata di 13,72398° rispetto all'eclittica.